# Michael LeMoyne Kennedy
Michael LeMoyne Kennedy (Washington D. C.; 27 de febrero de 1958-Aspen, Colorado; 31 de diciembre de 1997) fue un abogado y activista estadounidense.

## Biografía

### Primeros años
Nacido en Washington D. C., Kennedy fue el sexto de los once hijos de Robert F. Kennedy y su esposa Ethel. Recibió el nombre de Michael en honor al sacerdote irlandés Michael Kennedy, gran amigo de la familia, y el nombre de LeMoyne en honor a Kirk LeMoyne Billings, más conocido como «Lem», quien había sido compañero de su tío John F. Kennedy en la universidad así como amigo cercano de la familia.
Michael tenía cinco años cuando su tío John fue asesinado en 1963 y diez cuando su padre, candidato a la presidencia, murió tiroteado en 1968.

### Educación y carrera
Kennedy se graduó con un bachiller universitario en ciencias por la Universidad de Harvard en 1980, obteniendo un Juris Doctor por la Facultad de Derecho de la Universidad de Virginia en 1984, tras lo cual trabajó brevemente para una firma privada en Boston, Massachusetts.
Kennedy fue la cabeza de la organización no lucrativa de su hermano Joseph P. Kennedy II Citizens Energy Corporation, la cual provee de combustible y servicios a los hogares pobres de Massachusetts y otras áreas afectadas por las bajas temperaturas. Sumado a lo anterior, Michael copresidió el Walden Woods Project, una organización no lucrativa destinada a preservar Walden Pond, un lago ubicado en Concord, Massachusetts. En 1994, Kennedy se convirtió en el cofundador de Stop Handgun Violence, un grupo dedicado a advertir públicamente sobre las armas de fuego, ayudando ese mismo año a organizar la campaña para la reelección de su tío Ted Kennedy para el Senado de los Estados Unidos contra el republicano Mitt Romney.

### Vida privada
Kennedy contrajo matrimonio en la ciudad de Nueva York el 14 de marzo de 1981 con Victoria Denise Gifford, hija del jugador de fútbol profesional y comentarista deportivo Frank Gifford. La pareja tuvo un hijo, Michael LeMoyne Kennedy Jr. (nacido el 9 de enero de 1983), y dos hijas, Kyle Francis Kennedy (nacida el 6 de julio de 1984) y Rory Gifford Kennedy (nacida el 14 de noviembre de 1987). La familia residió en Cohasset, Massachusetts, hasta la muerte de Kennedy en diciembre de 1997.
Michael Jr. y su esposa Mary Campbell tuvieron un hijo, Michael LeMoyne Kennedy III, en 2014 y tres hijas: Quinn Victoria Ethel Kennedy (nacida en 2016), Kathleen Campbell-Kennedy y Caroline Campbell-Kennedy (ambas nacidas en 2018). Por su parte, Kyle y su esposo Liam Kerr, casados el 18 de agosto de 2012, tuvieron dos hijos: Conor Nash Kerr (nacido en 2014) y Declan Francis Kerr (nacido en 2016). Una hija, la melliza de Conor, Josephine Ethel Kerr, nació muerta. La hija menor de Michael, Rory, contrajo matrimonio el 30 de septiembre de 2016 con David DiCamillo, con quien tuvo dos hijos: Miller Michael DiCamillo (nacido en 2017) y Jack Kennedy DiCamillo (nacido en 2018).

### Muerte
Kennedy murió el 31 de diciembre de 1997 en un accidente de esquí acaecido en Aspen, Colorado. Michael se encontraba jugando al fútbol americano sobre esquís con varios miembros de la familia Kennedy cuando, aproximadamente a las 16:15 horas, impactó contra un árbol tras perder el equilibrio mientras descendía por una pendiente sin llevar puesto un casco o cualquier otro elemento de protección. Algunas fuentes declararon que la familia había sido previamente advertida por la patrulla de esquí de cesar la actividad, si bien otras fuentes sostienen que la patrulla no efectuó ningún tipo de aviso. Tras el accidente, Kennedy fue llevado al Aspen Valley Hospital, donde se declaró su muerte a las 17:50 horas. Fue enterrado el 3 de enero de 1998 en la tumba familiar en el Holyhood Cemetery, en Brookline, Massachusetts.